# Fábricas de cachorros

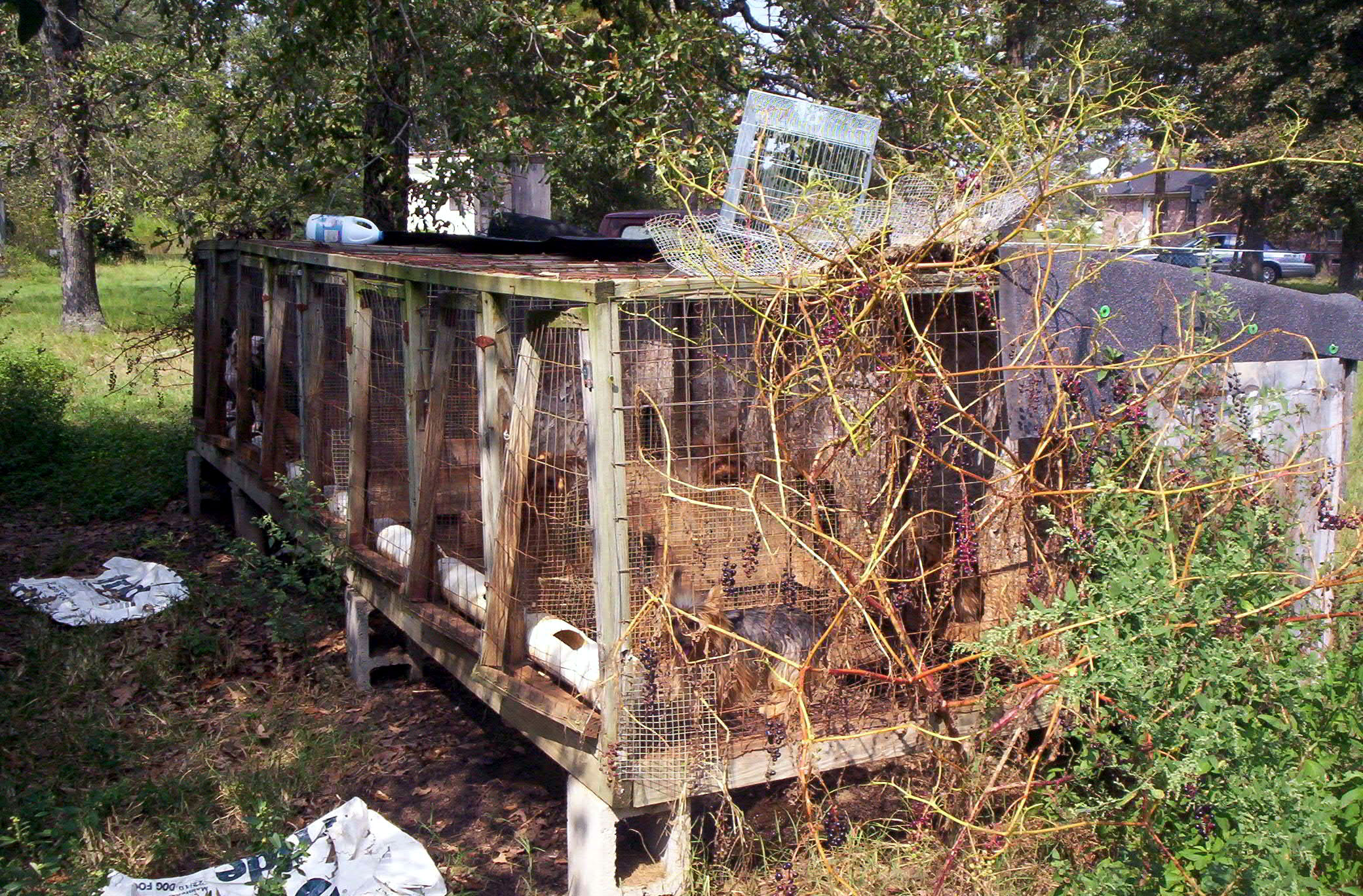
Cachorros en una granja de perros.

Las fábricas de cachorros o granjas industriales de perros(en inglés Puppy Mills) son instalaciones de cría de perros para su comercialización ubicados en Europa del Este y EE.UU. Producen animales de forma masiva a bajo coste, cuyo fin es el beneficio económico. Proveen animales a las tiendas de mascotas y a los fanáticos de las razas puras sin preocupación de los millones de animales que morirán en los refugios. En algunos países, o en criaderos ilegales, en este tipo de instalaciones, no se presta atención al bienestar de los animales que son tratados como máquinas de cría y viven en pésimas condiciones sin la debida atención veterinaria o socialización.
También se pueden encontrar otras clases de animales domésticos en este tipo de confinamiento e incluso animales que se utilizan como alimento para otros animales. Este término también puede aplicarse a las operaciones en las que se ven implicados otros procesos de cría para obtener beneficios mediante la comercialización de animales, por ejemplo los «criaderos de gatos». El mayor número de fábricas del que se tiene constancia se encuentra en EEUU, donde se calcula que hay aproximadamente 10 000 de estos criaderos de perros. El Departamento de Agricultura de Estados Unidos puede autorizar a los criaderos comerciales y hacerles inspecciones rutinarias. La cría de animales a menor escala con el fin de obtener beneficios económicos a veces se denomina criadero de patio trasero.

## Diferencias en las condiciones de cría
Los clubs caninos de Estados Unidos y de Westminster afirman que los criadores responsables crían a sus animales con la intención de producir perros sanos, y asegurar que todos los animales encuentren hogares responsables y que socialicen. En las fábricas de cachorros, las hembras se reproducen cada vez que están en celo para aumentar los beneficios, lo que comporta la progresiva reducción de las camadas. Cuando son cachorros, a menudo los perros que proceden de un criadero se separan de sus madres antes de las ocho o diez semanas recomendadas. La protectora Bark Rescue de Belleview, Illinois, asegura que «Los cachorros se separan de sus madres cuando tienen entre 5 y 6 semanas y se venden a los intermediarios que los colocan en jaulas para revenderlos a las tiendas de animales de todo el país.» Tan solo la mitad de los cachorros sobreviven a este agotador viaje. Pero aquí no se acaba el sufrimiento de los supervivientes ya que a continuación llegan a las tiendas de animales, dónde tendrán que esperar a que alguien los compre. Los perros de las fábricas de cachorros a menudo se reproducen indiscriminadamente. Aunque los cachorros que nacen en estos lugares pueden tener certificados de pedigrí, estos no suponen ni una indicación de calidad ni de autenticidad.

## Cuidados en las fábricas de cachorros

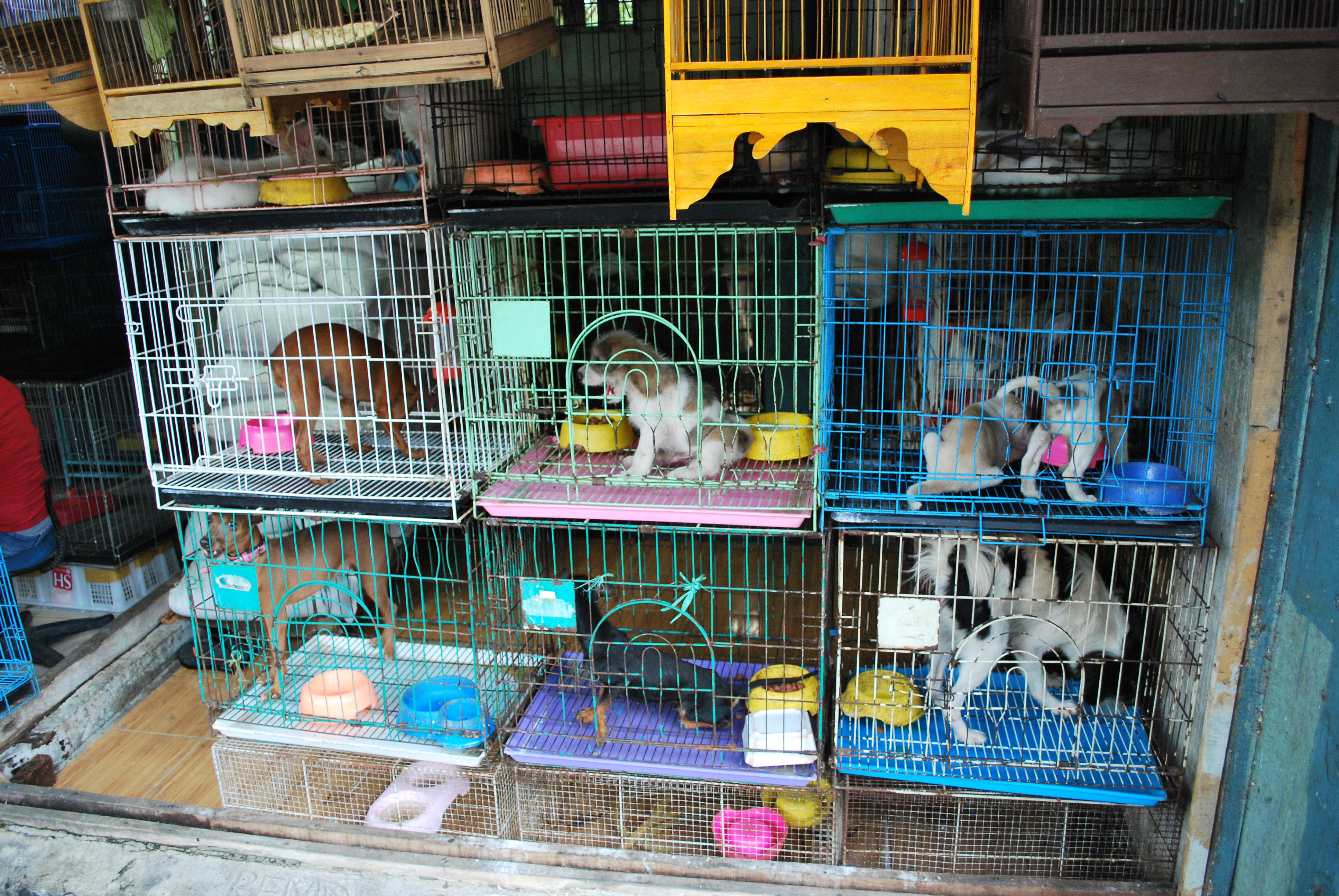
Animales provenientes de una fábrica de cachorros.

Habitualmente, los criadores de perros mantienen a los animales en condiciones de hacinamiento e insalubridad, sin que se les proporcione el tratamiento veterinario, el alimento y la socialización adecuados.
En las fábricas de cachorros, los animales suelen vivir hacinados en jaulas o contenedores sucios y expuestos a contagiarse con todo tipo de enfermedades. O también pueden estar atados a la intemperie. Pero además:
- No pasan con sus madres el tiempo necesario.
- No son alimentados adecuadamente.
- No reciben la debida socialización.
- Nadie los pasea ni juega con ellos. Y mucho menos los mima.
- No tienen los controles veterinarios pertinentes ni son vacunados de acuerdo al calendario establecido.
- Los animalitos son vendidos antes de alcanzar el peso y la edad requerida por ley y, en ocasiones, se falsea su pedigrí y sus papeles sanitarios.
- Los cachorros pueden ser llevados en camiones y morir durante el traslado. Los viajes pueden ser muy largos -incluso de un país a otro- y en pésimas condiciones.[16]

Los perros de los criaderos no reciben premios ni juguetes, no hacen ejercicio ni se les acicala. Para reducir al mínimo la limpieza de sus deposiciones, los perros viven en jaulas con suelos de alambre y esto les provoca heridas en las patas y las piernas. Es habitual que las jaulas se apilen formando columnas. Las perreras de las fábricas de cachorros pueden ser cualquier cosa, desde pequeñas jaulas de madera y malla de alambre hasta cabinas de tracto-remolques o simplemente cadenas atadas a los árboles, donde la madre y sus cachorros pasan todos los días al aire libre en el mismo pequeño espacio de tierra y en cualquier tipo de clima. Los perros reproductores de los criaderos pueden pasar toda su vida en el exterior, expuestos a los elementos, o pueden vivir en jaulas en el interior durante toda su vida. A menudo, cuando los perros reproductores alcanzan los 4 años de edad, son sacrificados puesto que ya no se les necesita. En algunas ocasiones, los propietarios de las fábricas de cachorros se ponen en contacto con asociaciones humanitarias para programar el rescate de estos perros. El rescatador recibe una llamada que detalla la cantidad y los tipos de perros reproductores; entonces se pueden rescatar los perros y salvarlos de una muerte segura. Una vez el perro sea adoptado, puede tardar más de un año en relajarse y aceptar el contacto humano.
Las perras son preñadas una y otra vez hasta que ya no pueden producir cachorros – punto en el cual son subastadas o asesinadas. Las madres y sus camadas a menudo sufren desnutrición, exposición al clima y la falta de una atención veterinaria adecuada.
En una investigación realizada en 2005 en tiendas de animales y fábricas de cachorros de California se descubrió que el 44% de los lugares que fueron visitados tenían animales enfermos y desatendidos, el 32% de los animales estaban confinados en condiciones insalubres o de hacinamiento y el 25% de los animales ni siquiera tenían comida ni agua.

## Problemas habituales
Debido a las deplorables condiciones de cría en estas fábricas, los cachorros sufren problemas de salud y/o de conducta. Los cachorros que crecen en espacios pequeños, compartidos con muchos otros perros no se socializan adecuadamente ni con otros perros ni con humanos. A continuación son transportados a largas distancias en pésimas condiciones y esto, a veces, produce estrés o incluso la muerte del animal. A medida que los perros de granja supervivientes crecen, son más propensos a desarrollar enfermedades respiratorias y neumonía, así como defectos hereditarios como la displasia de cadera (canina). Además, los perros de las fábricas de cachorros son más propensos a desarrollar problemas de conducta. Los cachorros de las granjas se suelen vender como perros de pura raza para intentar aumentar el precio asociado a esta clase de perros. Sin embargo, debido a las prácticas de cría indiscriminada de las granjas de perros, puede que el animal no sea en realidad un cachorro de pura raza. Los llamados «distribuidores» son los encargados de vender la gran mayoría de los animales procedentes de las fábricas de cachorros a las tiendas de animales. Algunos distribuidores que venden cachorros se hacen pasar por auténticos criadores. Recientemente se ha descubierto que las tiendas de animales adquieren la mayoría de los cachorros de las granjas de perros. El Consejo Mixto de Asesoramiento de la Industria de las Mascotas (PIJAC) informó que aproximadamente entre 3.500 y 3.700 tiendas de animales de las 11.500 a 12.000 que hay en Estados Unidos adquieren animales procedentes de granjas de perros. También se estima que las tiendas de animales venden entre 300.000 y 500.000 cachorros cada año.

## Historia
Según las publicaciones de Canis Major V., un periódico especializado en animales, las fábricas de cachorros se originaron tras la Segunda Guerra Mundial. Los granjeros del medio oeste de Estados Unidos buscaban otra manera de ganarse la vida y se percataron de la creciente demanda de cachorros, lo que dio lugar al desarrollo del primer negocio de cría de cachorros. A medida que el negocio crecía, tanto los pequeños como los grandes vendedores empezaron a comercializar cachorros a través de los supermercados de animales. Aproximadamente al mismo tiempo, nacieron las primeras cadenas de tiendas de animales. Tal vez por indiferencia o ignorancia, no se socializó a los cachorros y fueron expuestos en gallineros o en jaulas para conejos. Además, no se les proporcionaban cuidados veterinarios debido a la gran cantidad de dinero que representaban. Así pues, algunas organizaciones como la Sociedad Humana de Estados Unidos empezaron a investigar los criaderos, y esto condujo a la creación de la Ley de bienestar animal, el 24 de agosto de 1966. Según la Sociedad Humana de los Estados Unidos, hay miles de fábricas de cachorros por todo el país.
En 1984, en un proceso judicial que enfrentó a un criador de perros de Estados Unidos (Merle Avenson) con la sociedad humanitaria de Minnesota (representada por Lesley Zegart), se estableció una definición legal para el término fábrica de cachorros: «una operación de cría de perros en la que no se tiene en cuenta la salud de los perros para reducir los gastos y maximizar los beneficios».

## Criadores aficionados

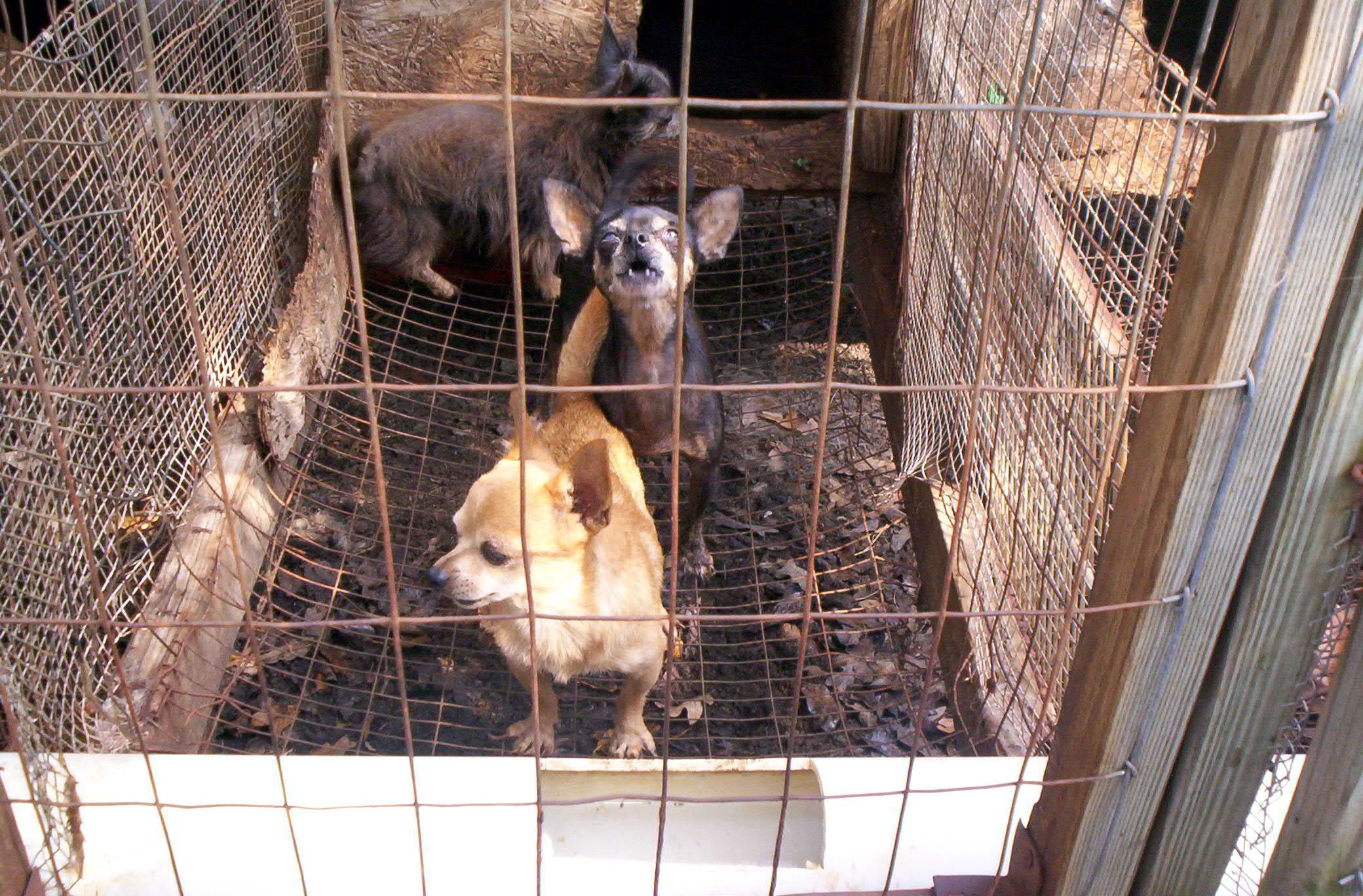
Razas pequeñas en una fábrica de cachorros de Estados Unidos

Los defensores de los derechos de los animales han utilizado la expresión «fábrica de cachorros» en las protestas en contra de los criaderos con condiciones de cría deficientes. Algunos miembros de la comunidad de criadores afirman que se utiliza la retórica emocional, el sensacionalismo y las imágenes de criaderos sucios para justificar la legislación o las licencias adicionales restrictivas que van mucho más allá del objetivo inicial de rescatar a los perros de unas condiciones de vida deplorables, o que los intentos para legislar las fábricas de cachorros acabarán con sus negocios. Argumentan que estas leyes, que a menudo requieren documentación e inspecciones adicionales, supondrían más bien un estorbo que una ayuda para tratar de cerrar las granjas de perros y, además, se escudan en determinadas leyes que protegen a los perros y también a los compradores potenciales.

## Cobertura de los medios de comunicación
El 29 de mayo de 2008, la cadena norteamericana MSNBC emitió un reportaje sobre las fábricas de cachorros, cuya sección de entrevistas presidía Oprah Winfrey, y en el que se descubrió una industria plagada de problemas y llena de crueldad evidente. La emisión mostraba granjas de perros llenas de jaulas pequeñas con los suelos de alambre, apiladas en filas desde el suelo hasta el techo, y se descubrió que muchos perros pasaban toda su vida dentro de esas minúsculas jaulas. La mayoría de los perros se venden en internet o en tiendas de animales a compradores que no son conscientes de la procedencia del perro. El informe afirmaba que los clientes, al no oponerse a este trato hacia los cachorros, inconscientemente permiten que esta industria se desarrolle. También se demostró que muchos de los cachorros de las granjas de perros sufren problemas de salud a largo plazo.